# Герхард Дерфлер
Герхард Дерфлер (нім. Gerhard Dörfler; нар. 29 травня 1955) — австрійський політик, який займав посаду губернатора Каринтії з 27 жовтня 2008 (виконував обов"язки з 11 жовтня), після раптової смерті губернатора Йорга Гайдера в автомобільній аварії, до 28 березня 2013 року.
Герхард Дерфлер є членом Партії свободи в Каринтії (ФПК). До теперішнього часу він є членом Федеральної ради Австрії, де представляє свою рідну землю Каринтія.